# كأس تونس 1995–96
كأس تونس لكرة القدم 1995-1996 هو الموسم رقم 40 منذ الاستقلال وال65 منذ إنشائه من كأس تونس لكرة القدم.

فاز بهذا الموسم النجم الرياضي الساحلي، وجاء ثانيا الشبيبة الرياضية القيروانية.

## روابط خارجية
- الموقع الرسمي للجامعة التونسية لكرة القدم.